# Gerald Lund
Gerald Niels Lund (ur. 12 września 1939 roku) - jest amerykańskim pisarzem i członkiem zarządu Kościoła Jezusa Chrystusa Świętych w Dniach Ostatnich. Jego najbardziej znanym dziełem jest seria The Work and the Glory, na podstawie której nakręcono film American Zion. Dzieło to opisuje początkowe dzieje kościoła, od założenia do roku 1847.